# جيمس ميتشان
جيمس ميتشان هو رسام كندي، ولد في 17 أغسطس 1930 في غلاسكو في المملكة المتحدة.